# Lucien Farnoux-Reynaud
Pour les articles homonymes, voir Farnoux et Reynaud.
Lucien Farnoux-Reynaud, né le 17 octobre 1894 à Lyon et mort le 12 septembre 1962 à Paris, est un journaliste, dramaturge, poète, producteur, réalisateur et animateur d'émissions de radio. D'opinion politique maurrassienne il a notamment collaboré au Crapouillot.

## Sources
- Dictionnaire des hommes de théâtre français contemporains, 1957.
- Temerson, Biographie des principales personnalités décédées, 1962-1964.